# Marovo
Le marovo est une des langues océaniennes, parlée en Nouvelle-Géorgie, dans le lagon Marovo et dans les îles proches de Vangunu et Nggatokae. Elle est proche du roviana et du hoava. 8 094 locuteurs en 1999. C'est une langue commerciale véhiculaire.